# Issey Nakajima-Farran
Issey Nakajima-Farran (n. 16 mai 1984, Calgary, Alberta, Canada) este un fotbalist canadian.
Între 2006 și 2016, Nakajima-Farran a jucat 38 de meciuri și a marcat 1 goluri pentru Echipa națională de fotbal a Canadei.

## Statistici
| Canada | Canada  | Canada |
| An     | Meciuri | Goluri |
| ------ | ------- | ------ |
| 2006   | 1       | 0      |
| 2007   | 7       | 0      |
| 2008   | 7       | 1      |
| 2009   | 3       | 0      |
| 2010   | 4       | 0      |
| 2011   | 1       | 0      |
| 2012   | 0       | 0      |
| 2013   | 7       | 0      |
| 2014   | 3       | 0      |
| 2015   | 4       | 0      |
| 2016   | 1       | 0      |
| Total  | 38      | 1      |